# 尼亞尼夫卡
50°41′0″N 29°7′37″E / 50.68333°N 29.12694°E
尼亞尼夫卡（烏克蘭語：Нянівка），是烏克蘭北部的村落，隸屬日托米爾州的科羅斯滕區。該村處於維茲尼亞河畔，面積2.03平方公里，海拔高度158米，2001年人口165。